# George Touliatos
George Touliatos (Memphis, Estados Unidos, 9 de diciembre de 1929 - Bellingham, Washington, 8 de diciembre de 2017) fue un actor estadounidense. Cofundador del Front Street Theatre en Memphis con Barbara Cason.

## Vida personal
Touliatos era de ascendencia griega. Asistió a la Universidad de Iowa. 

## Carrera
Touliatos apareció junto a Jamie Lee Curtis y Leslie Nielsen en la película slasher Prom Night (1980).
Apareció junto a Margot Kidder, Annie Potts y Robert Carradine en la película canadiense Heartaches de 1981. 
Touliatos interpretó a Dave en el episodio "Father and Son Game" de The Twilight Zone (1989). 
En 1992, interpretó a Chris en la película de 1992 La espada milenaria. 
Interpretó a un barman de Nueva Orleans junto a Ashley Judd y Tommy Lee Jones en la película Double jeopardy (1999) de Bruce Beresford. 
Touliatos interpretó a Lucio Malatesta en la película Avenging Angelo de 2002, protagonizada por Sylvester Stallone. 
Apareció junto a Molly Shannon y Kevin Nealon en Good Boy! (2003), en la que interpretó al señor Leone.
En 2012, apareció junto a Robert Pattinson en Cosmópolis, una película de David Cronenburg basada en la novela del mismo nombre de Don DeLillo. 

## Filmografía
| Year | Title                                 | Role                  | Notes                  |
| ---- | ------------------------------------- | --------------------- | ---------------------- |
| 1974 | Only God Knows                        | Giorgio               |                        |
| 1978 | I Miss You, Hugs and Kisses           | Tibor Zanopek         |                        |
| 1978 | Power Play                            | Barrientos            |                        |
| 1979 | Firepower                             | Karl Stegner          |                        |
| 1979 | Stone Cold Dead                       | Insp. Webb            |                        |
| 1980 | The Agency                            | Sgt. Eckersley        |                        |
| 1980 | Virus                                 | Col. Rankin           |                        |
| 1980 | Prom Night                            | McBride               |                        |
| 1981 | The Last Chase                        | Hawkins               |                        |
| 1981 | Heartaches                            | Mario                 |                        |
| 1981 | Heavy Metal                           | Pilot / Barbarian     |                        |
| 1981 | Firebird 2015 AD                      | Indy                  |                        |
| 1983 | Utilities                             | The Hook              |                        |
| 1987 | Dreams Beyond Memory                  | Polonski              | Película de televisión |
| 1988 | Dreams Beyond Memory                  | George                |                        |
| 1990 | Divided Loyalties                     |                       |                        |
| 1991 | South of Wawa                         | Serge                 |                        |
| 1992 | La espada milenaria                   | Chris                 |                        |
| 1993 | The X-Files                           | Dr. Katz              | Episodio: "Eve"        |
| 1994 | The X-Files                           | Larry Winter          | Episodio: "Blood"      |
| 1994 | Crackerjack                           | Sonny LaRosso         |                        |
| 1994 | Red Scorpion 2                        | Gregori               |                        |
| 1995 | Policía gladiador                     | Chris Kilos           |                        |
| 1995 | The Final Cut                         | Schulmann             |                        |
| 1998 | Hoods                                 | Frank                 |                        |
| 1999 | Double jeopardy                       | New Orleans Bartender |                        |
| 2000 | Here's to Life!                       | Bruno                 |                        |
| 2001 | Ignition                              | Chief Justice Jarrett |                        |
| 2002 | Avenging Angelo                       | Lucio Malatesta       |                        |
| 2003 | Good Boy!                             | Mr. Leone             |                        |
| 2005 | The Sisterhood of the Traveling Pants | Papou                 |                        |
| 2007 | Butterfly on a Wheel                  | Antiques Proprietor   |                        |
| 2012 | This Means War                        | Grandpa Foster        |                        |
| 2012 | Cosmopolis                            | Anthony Adubato       |                        |